# Riegersburg (Steiermark)
Riegersburg ist eine Marktgemeinde mit 5005 Einwohnern (Stand 1. Jänner 2024) unterhalb der gleichnamigen Burganlage im Südosten der Steiermark im Bezirk Südoststeiermark in Österreich.

## Geografie

### Geografische Lage
Riegersburg liegt etwa 39 km östlich von Graz und etwa 7 km nordöstlich der Bezirkshauptstadt Feldbach eingebettet in die sanften Hügel des Steirischen Vulkanlandes im Oststeirischen Hügelland. Von weit her sichtbar erhebt sich der mächtige Felsen aus Basalt mit der besterhaltenen Burg der Steiermark über dem Ort.

### Gemeindegliederung
Das Gemeindegebiet gliedert sich in 16 Ortschaften (in Klammern Einwohnerzahl, Stand 1. Jänner 2024):
- Altenmarkt bei Riegersburg (455)
- Bergl (287)
- Breitenfeld an der Rittschein (390)
- Dörfl (205)
- Edelsgraben (112)
- Grub I (68)
- Krennach (424)
- Lembach bei Riegersburg (337)
- Lödersdorf I (685)
- Lödersdorf II (126)
- Neustift (138)
- Oberkornbach (123)
- Riegersburg (657)
- Sankt Kind (275)
- Schützing (428)
- Schweinz (295)

Die Gemeinde besteht aus zwölf Katastralgemeinden (Fläche Stand 31. Dezember 2023):
- Altenmarkt bei Riegersburg (753,57 ha)
- Breitenfeld (616,36 ha)
- Grub I (164,9 ha)
- Kornberg (1.601,54 ha)
- Krennach (709,49 ha)
- Lembach bei Riegersburg (517,88 ha)
- Lödersdorf (973,75 ha)
- Neustift bei Breitenfeld (232,39 ha)
- Riegersburg (674,15 ha)
- St. Kind (473,36 ha)
- Schweinz (400,89 ha)

### Eingemeindungen
Am 1. Jänner 2015 wurden im Rahmen der Gemeindestrukturreform in der Steiermark die Gemeinden Breitenfeld an der Rittschein, Lödersdorf und Kornberg bei Riegersburg eingemeindet.

### Nachbargemeinden
Zwei der sieben Nachbargemeinden liegen im Bezirk Hartberg-Fürstenfeld (HF), eine im Bezirk Weiz (WZ).
| Markt Hartmannsdorf (WZ) | Ottendorf an der Rittschein und Ilz (HF)    | Großwilfersdorf und Fürstenfeld (HF) |
|                          | Kompassrose, die auf Nachbargemeinden zeigt |                                      |
| Feldbach                 |                                             | Fehring                              |

## Geschichte
Der Zeitpunkt einer Markterhebung Riegersburg ist nicht festzustellen. Der später zu einem Türkeneinfall umgedichtete Ungarneinfall von 1418 zog aber auch Riegersburg in Mitleidenschaft. Die Stellung als Markt dürfte sich seit ungefähr 1500 allmählich herausgebildet haben, begünstigt von der Leinweberzunft, die ihren Sitz im Orte hatte. Gegen Ende des 16. Jahrhunderts (Graz, 1. August 1598), gebraucht der Landesfürst selbst in den von ihm bestätigten Handwerksartikeln „der Leinweber der Pfarrkirchen Riegersburg, Hatzendorf“ usw. den Ausdruck Markt für Riegersburg.
1603 ist bereits ein Marktrichter belegt. Im Laufe des 17. Jahrhunderts wird der Ort dann als Markt allgemein anerkannt, wenn sich auch noch Widerstände ergaben, wie ein Zeugnis des Pfarrers von 1663 ergibt, woraus ersichtlich ist, dass der Markt kein Privileg vorweisen konnte. Er blieb auch lange ohne besondere Handelsprivilegien. Erst am 24. Februar 1838 bewilligte Kaiser Ferdinand dem Markte die Abhaltung von vier Jahr- und zwei Viehmärkten.

### Religionen
Die Mutterpfarre Riegersburg wurde als eine der ältesten Pfarren der Oststeiermark um das Jahr 1140 geschaffen. Der erste Sakralbau von Riegersburg war eine erstmals 1170 erwähnte, kleine Maria-Magdalena-Kirche an der Ostseite des Burgfelsens neben dem ehemaligen Hauptpfarrhof. Der Bau der heutigen Pfarrkirche zum Hl. Martin wurde als spätgotischer Neubau am südseitigen Burgaufgang im Jahre 1481 unter Reinprecht von Reichenburg begonnen, musste aber um 1500 wegen Geldmangels eingestellt werden. Die Fertigstellung fiel in die Zeit der Reformation, dem Pfarrer Matthias Weinreben (1517–1554) war es mit Unterstützung des Burgherren Hans von Reichenburg möglich, den Kirchenbau 1520 zu vollenden. Die Ausbreitung des evangelischen Glaubens konnte der Pfarrer jedoch nicht verhindern, nach Jahren mit wechselnden lutherisch bzw. katholisch gesinnten Pfarrern kam erst mit Einsetzen der katholischen Gegenreformation ab 1598 wieder eine einheitliche Lehre in die Pfarrkirche.
Im 17. Jahrhundert erfolgte der Anbau der heutigen Wochentagskapelle und die Erneuerung des Turmes. Dieser ist ein dreigeschoßiger, quadratischer Ziegelmauerbau mit rundbogigen Schallfenstern, den Abschluss bildet ein kleiner Zwiebelturm. 1884–1886 wurde die Kirche restauriert, 1979 war eine Gesamtrenovierung notwendig, u. a. wurden das Kirchengestühl und der Fußboden erneuert sowie die Fenster neu verglast. Die letzte Renovierung des Kirchturms wurde 2004 abgeschlossen.
Das Recht der Herrschaft Riegersburg den jeweiligen Hauptpfarrer vorzuschlagen wurde seit 1653 regelmäßig wahrgenommen und erst 1979 von der Familie Liechtenstein zurückgelegt. Ebenfalls 1979 wurde der Sitz des Hauptpfarrers vom alten Pfarrhof im nördlichen Bereich des Marktes in den neuerbauten Pfarrhof bei der Pfarrkirche verlegt. Das Pfarrgebiet umfasste außer der Gemeinde Riegersburg auch Teile der Gemeinden Kornberg, Lödersdorf, Auersbach und Hatzendorf.
Seit 2023 gehört die Pfarre Riegersburg zum Seelsorgeraum Feldbach.

## Kultur und Sehenswürdigkeiten

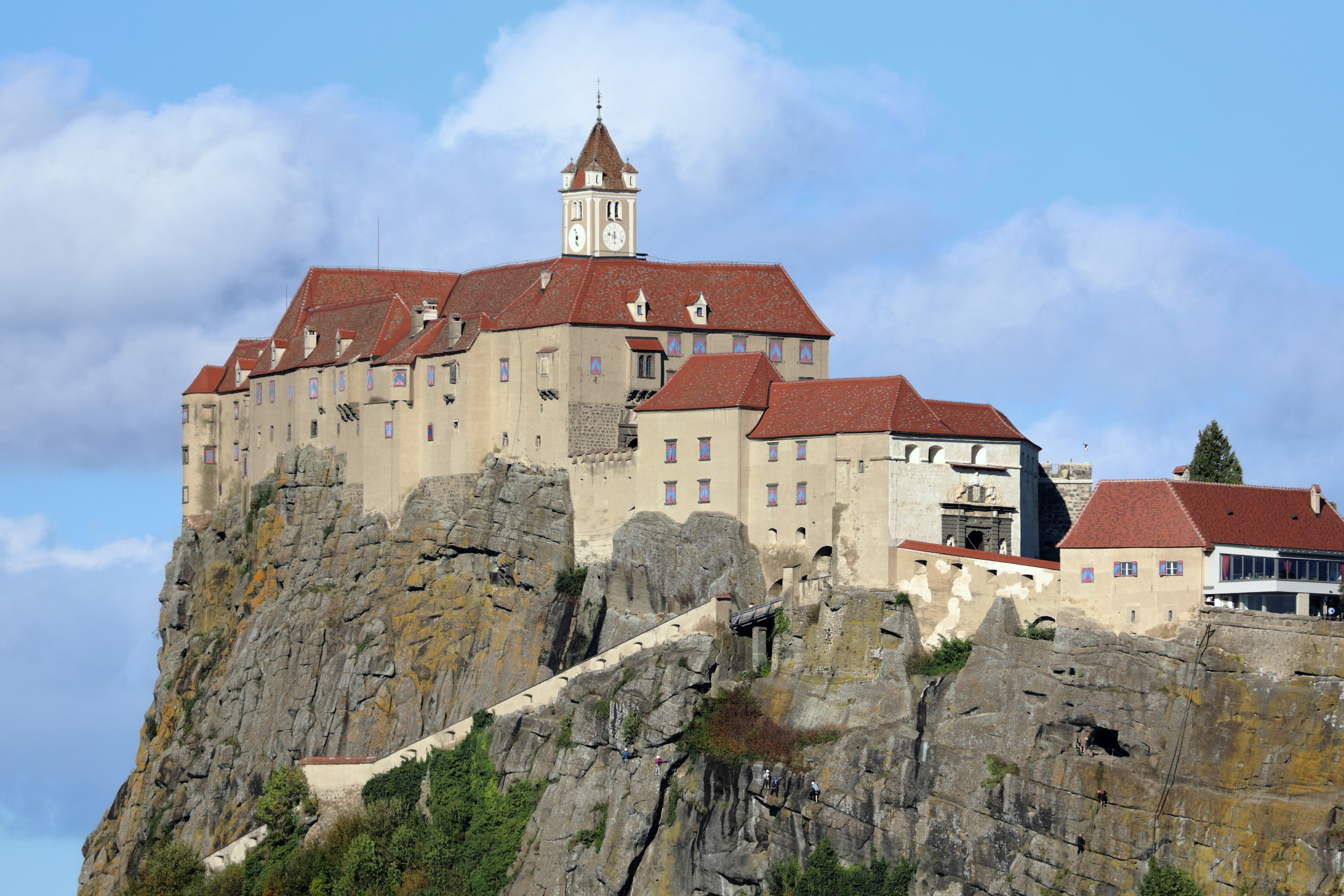
Südwestansicht der Hochburg

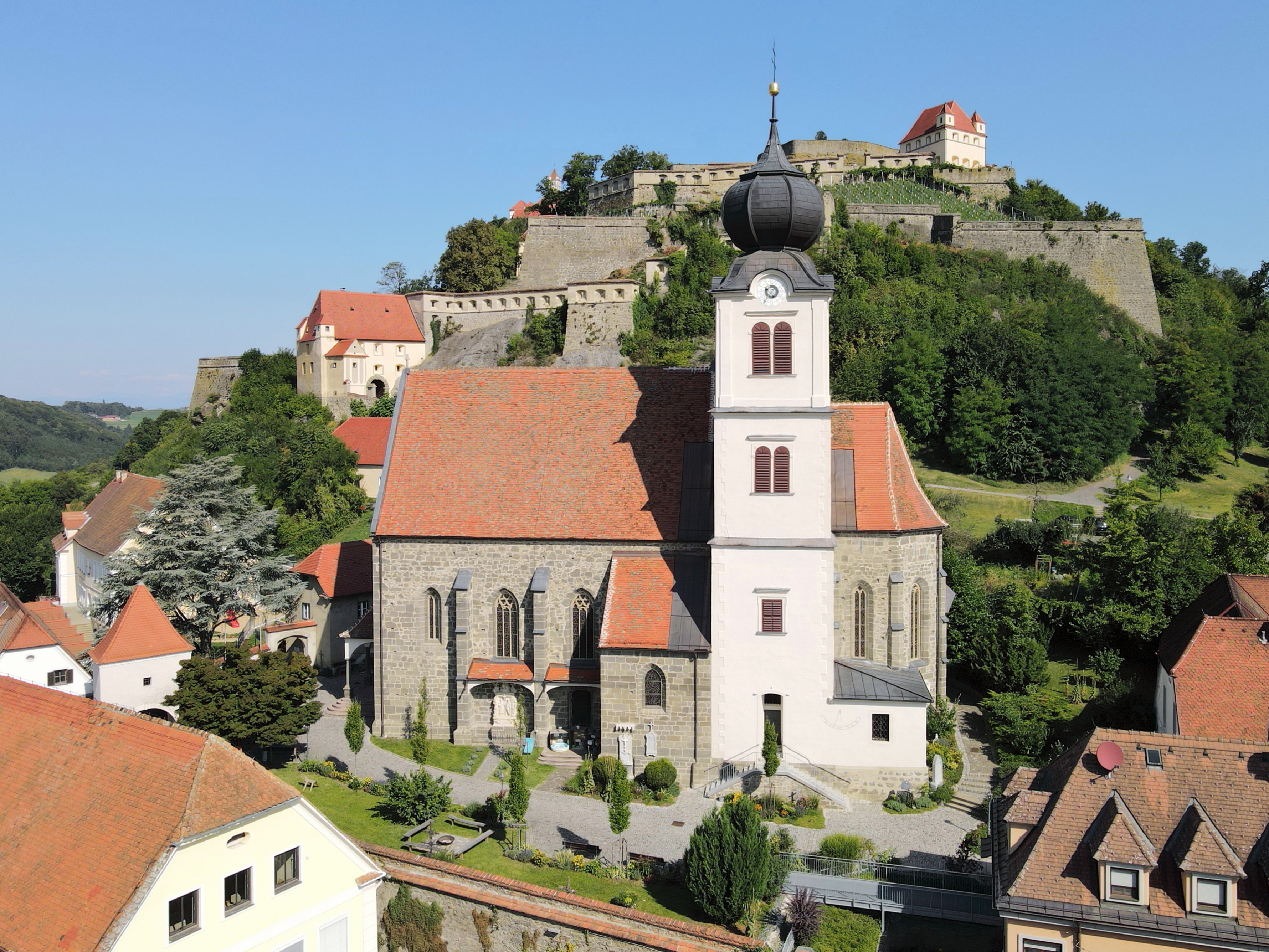
Pfarrkirche Hl. Martin

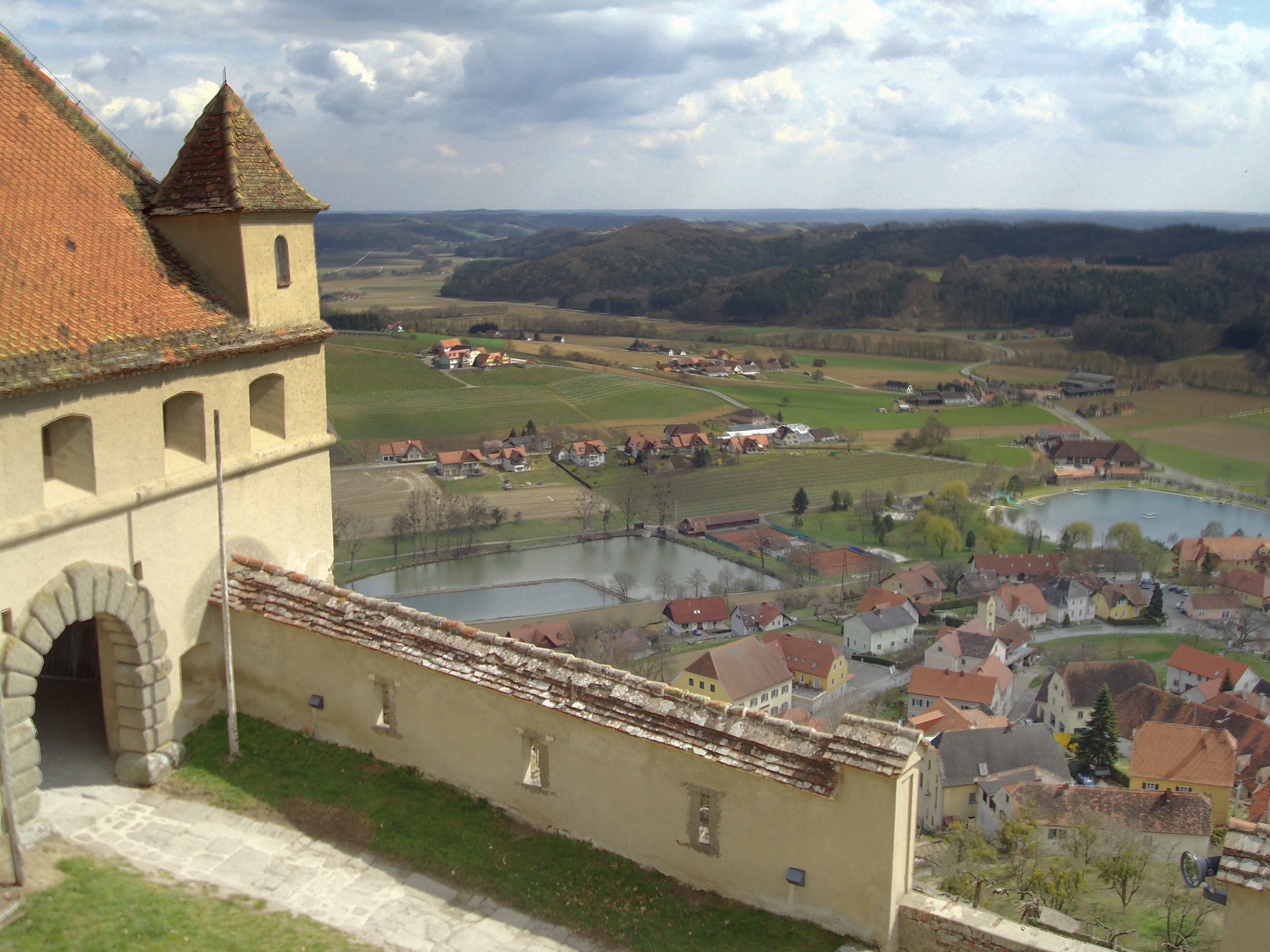
Blick von der Burg auf den Ort Riegersburg in Richtung Südosten

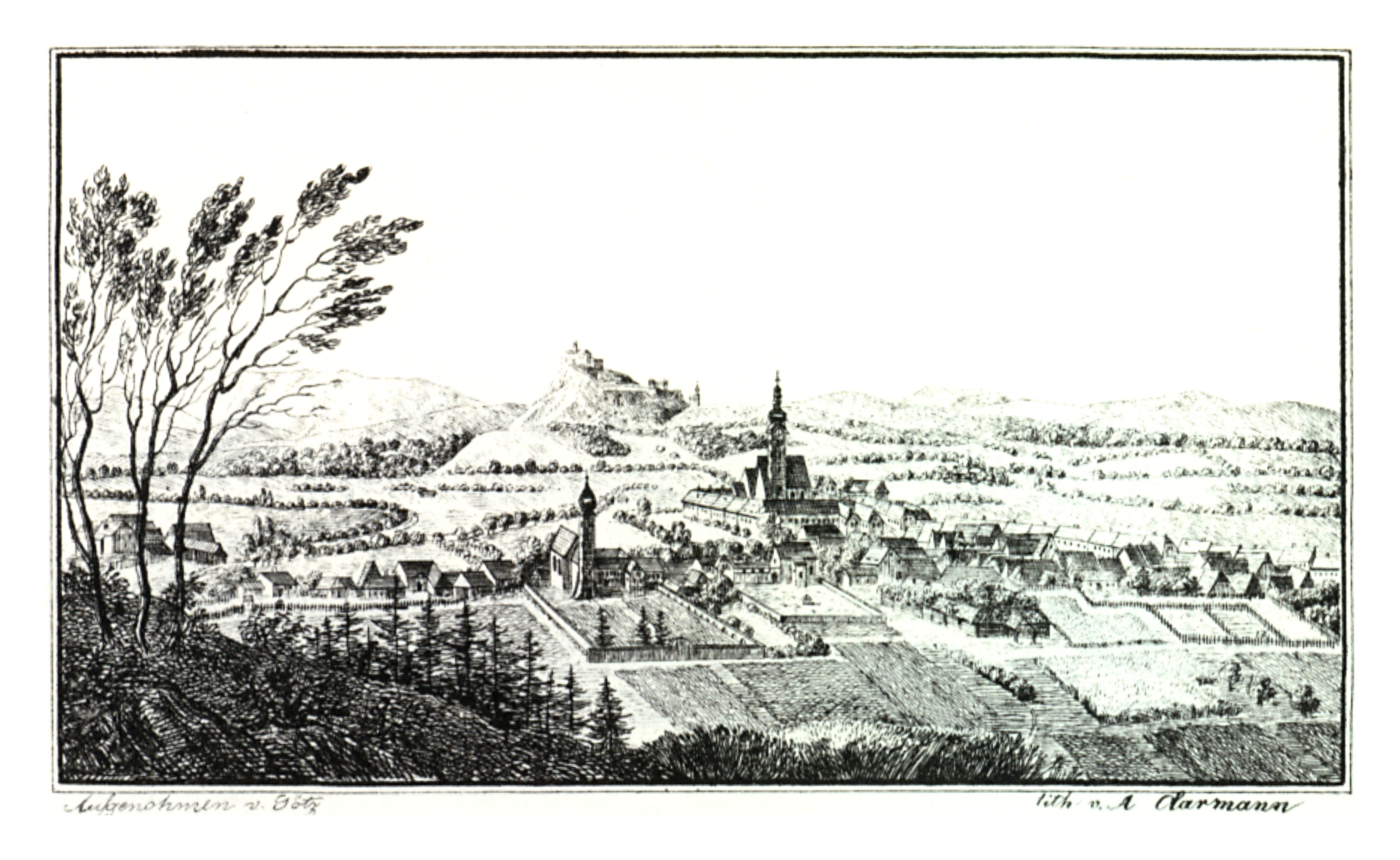
Blick von Feldbach um 1820, Lith. J.F. Kaiser

### Bauwerke
Riegersburg
- Riegersburg
- Pfarrkirche Hl. Martin  Breitenfeld an der Rittschein
- Pfarrkirche Zum Heiland

Kornberg
- Schloss Kornberg

### Museum
- Hexenmuseum

### Vereine und Organisationen
- Öffentliche Bibliothek
- Chor Cantarella
- Kulturinitiative Piegerl
- Marktmusikkapelle
- Freiwillige Feuerwehren
- Kulturverein Breitenfeld a. d. Rittschein
- Bauernbund
- Berg- und Naturwacht
- Bienenzuchtverein
- Die Prellhawer
- Elternverein
- ÖAAB
- ÖKB
- Seniorenbund
- Motorradlverein

### Sport und Freizeit
Während der Sommermonate ist das 15.000 m² große Seebad in Riegersburg der ideale Ort zum Entspannen. Neben großer, erholsamer Liegewiese bietet es einen Beachvolleyballplatz, eine 36 m lange Wasserrutsche, eine Pit-Pat-Anlage, vier Tennisplätze und gastronomische Infrastruktur.
Einen überdimensionalen Spielplatz für Erwachsene stellt der Hochseilgarten direkt am Fuße der Riegersburg dar. Zudem bietet die Burg drei Klettersteige: den Leopold-Klettersteig (Schwierigkeitsgrad C), den Heinrich-Klettersteig (Schwierigkeitsgrad C), die sogenannte Verlängerung (Schwierigkeitsgrad D/E), den Charlotte-Klettersteig (Schwierigkeitsgrad E) sowie das Gallerin-Dach (Schwierigkeitsgrad E/F).
Die Umgebung um Riegersburg eignet sich überdies hervorragend für ausgedehnte Wanderungen zu Fuß oder mit dem Rad auf gekennzeichneten Wegen, stets begleitet von der mächtigen und weithin sichtbaren Riegersburg. Neben vielen lokalen Wanderwegen führt mit dem Ostösterreichischen Grenzlandweg 07 auch ein österreichischer Weitwanderweg durch den Ort.
Sportvereine
- Eisschützenvereine Lembach-Egg, Riegersburg und Schweinz
- Paragleiter-Klub
- Sportfischverein Meinegg
- Sportunion Riegersburg/Vulkanland
- SC Breitenfeld a. d. Rittschein
- Tennisclubs Sankt Kind und Breitenfeld
- Tennisclubs Krennach-Schweinz und Riegersburg

## Wirtschaft und Infrastruktur
Die Riegersburger Wirtschaft setzt sich aus vielen kleinen und mittleren Handels-, Gewerbe und Dienstleistungsbetrieben zusammen, dazu zählen u. a. mehrere Buschenschenken, die gläserne Manufaktur Gölles, die bekannte Schokoladenmanufaktur Zotter und eine Greifvogelwarte.
Während die Viehwirtschaft in der gesamten Region rückläufig ist, erlebt der Obst-, Gemüse- und Weinbau dank hervorragender Qualitäten einen Aufschwung.

### Ansässige Unternehmen
- Zotter Schokolade: rund 250 Mitarbeiter und im Schoko-Laden-Theater 280.000 Besucher jährlich
- Gölles: Destillateur und Essigerzeuger
- Meister Laubholz Sägewerk
- BlitzFritz Reinigung
- Radaschitz Tischlerei und Bestattung
- Knaus Tischlerei
- BGT Fliesen
- Knaus Edelstahl
- Zehethofer Automobile und Transporte
- Prehm Transporte

### Verkehr
Seit der Eingemeindung der Gemeinde Lödersdorf befindet sich die Haltestelle Lödersdorf der ÖBB, welche an der steirischen Ostbahn liegt, im Gemeindegebiet von Riegersburg.

### Bildung
Neben drei öffentlichen Volksschulen in Riegersburg, Breitenfeld und Lödersdorf gibt es die Mittelschule Riegersburg.

## Politik

### Bürgermeister
Bei der konstituierenden Sitzung des Gemeinderats am 21. April 2015 wurde Manfred Reisenhofer (ÖVP), der bereits bis 31. Dezember 2014 der Gemeinde vorstand und wegen der Gemeindereform zwischenzeitlich als Regierungskommissär tätig war, neuerlich zum Bürgermeister gewählt. Die Angelobung wurde von Bezirkshauptmann Alexander Majcan vorgenommen. Bei der Wahl 2020 wurde Manfred Reisenhofer in seinem Amt bestätigt. Dem seit 2015 von drei auf fünf Mitglieder erweiterten Gemeindevorstand gehören weiters der erste Vizebürgermeister Arnold Prisching-Neubauer (ÖVP), der zweite Vizebürgermeister Gernot Lichtenegger (SPÖ), der Gemeindekassier Johann Hartinger (ÖVP) und Franz Raidl (ÖVP) an.

### Gemeinderat
Der Gemeinderat besteht infolge der Gemeindezusammenlegung aus 21 Mitgliedern und setzt sich seit der Gemeinderatswahl 2020 aus Mandaten der folgenden Parteien zusammen:
- 15 ÖVP
- 04 SPÖ
- 01 FPÖ
- 01 Die Grünen

Die letzten Gemeinderatswahlen brachten folgende Ergebnisse:
| Partei          | 2020                        | 2020                        | 2020                        | 2015                        | 2015                        | 2015                        | 2010             | 2010             | 2010             | 2010             | 2010             | 2010             | 2010             | 2010             | 2010             | 2010             | 2010             | 2010             |
| Partei          | Fusionsgemeinde Riegersburg | Fusionsgemeinde Riegersburg | Fusionsgemeinde Riegersburg | Fusionsgemeinde Riegersburg | Fusionsgemeinde Riegersburg | Fusionsgemeinde Riegersburg | Riegersburg      | Riegersburg      | Riegersburg      | Breitenfeld      | Breitenfeld      | Breitenfeld      | Kornberg         | Kornberg         | Kornberg         | Lödersdorf       | Lödersdorf       | Lödersdorf       |
| Partei          | Stimmen                     | %                           | Mandate                     | St.                         | %                           | M.                          | St.              | %                | M.               | St.              | %                | M.               | St.              | %                | M.               | St.              | %                | M.               |
| --------------- | --------------------------- | --------------------------- | --------------------------- | --------------------------- | --------------------------- | --------------------------- | ---------------- | ---------------- | ---------------- | ---------------- | ---------------- | ---------------- | ---------------- | ---------------- | ---------------- | ---------------- | ---------------- | ---------------- |
| ÖVP             | 1789                        | 68                          | 15                          | 2195                        | 69                          | 15                          | 1085             | 72               | 11               | 199              | 34               | 3                | 634              | 81               | 13               | 391              | 78               | 7                |
| SPÖ             | 0516                        | 20                          | 04                          | 0586                        | 18                          | 04                          | 0406             | 27               | 04               | 394              | 66               | 6                | 146              | 19               | 02               | 113              | 22               | 2                |
| FPÖ             | 0116                        | 04                          | 01                          | 0263                        | 08                          | 01                          | nicht kandidiert | nicht kandidiert | nicht kandidiert | nicht kandidiert | nicht kandidiert | nicht kandidiert | nicht kandidiert | nicht kandidiert | nicht kandidiert | nicht kandidiert | nicht kandidiert | nicht kandidiert |
| Die Grünen      | 0202                        | 08                          | 01                          | 0147                        | 05                          | 01                          | nicht kandidiert | nicht kandidiert | nicht kandidiert | nicht kandidiert | nicht kandidiert | nicht kandidiert | nicht kandidiert | nicht kandidiert | nicht kandidiert | nicht kandidiert | nicht kandidiert | nicht kandidiert |
| Wahlberechtigte | 4.217                       | 4.217                       | 4.217                       | 4.211                       | 4.211                       | 4.211                       | 2.038            | 2.038            | 2.038            | 686              | 686              | 686              | 987              | 987              | 987              | 605              | 605              | 605              |
| Wahlbeteiligung | 63 %                        | 63 %                        | 63 %                        | 77 %                        | 77 %                        | 77 %                        | 76 %             | 76 %             | 76 %             | 88 %             | 88 %             | 88 %             | 81 %             | 81 %             | 81 %             | 87 %             | 87 %             | 87 %             |

### Wappen

Wappen der Vorgängergemeinden
Breitenfeld an der Rittschein
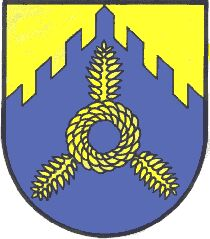
Kornberg
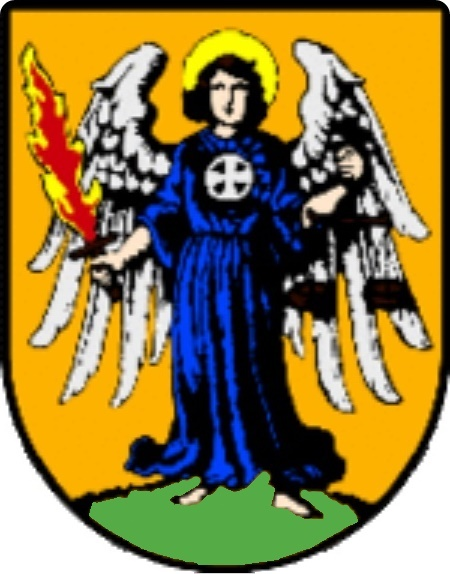
Riegersburg (bis 2014)

Drei der vier Vorgängergemeinden hatten Gemeindewappen, die bei der Gemeindezusammenlegung mit 1. Jänner 2015 ihre offizielle Gültigkeit verloren. Die Neuverleihung des Gemeindewappens für die Fusionsgemeinde erfolgte mit Wirkung vom 30. August 2021.
Die Blasonierung des Wappens von Riegersburg lautete:
„Im goldenen Schilde den Erzengel Michael im blauen Gewande, geflügelt, mit einem goldenen Kreuz auf schwarzer Scheibe an der Brust, in der Rechten das Flammenschwert, in der Linken eine goldene Waage.“
Die neue Blasonierung (Wappenbeschreibung) lautet:
„In silbernem Schild eine bis an den oberen Schildrand wachsende und siebenfach gezinnte rote Spitze, belegt mit der goldenen Figur des nimbierten und geflügelten Erzengels Michael in knöchellangem, gegürtetem Gewand mit Flammenschwert in der Rechten und Waage in der Linken, oben beseitet von je einem kleeblattförmig ausgeschlagenen grünen Seeblatt.“

## Persönlichkeiten

### Ehrenbürger
- 1962: Maria Wagnes (1889–1979), Heimatdichterin
- 1981: Franz Wegart (1918–2009), Landeshauptmann-Stellvertreter
- Friedrich von und zu Liechtenstein (1937–2010), Eigentümer der Riegersburg
- Karl Prehm (1928–1998), Unternehmer und Altbürgermeister
- 2023: Norbert Rungaldier (* 1943), Hauptschuldirektor und Fremdenverkehrsobmann

### Söhne und Töchter der Gemeinde
- Anton Faist (1864–1933), römisch-katholischer Priester, Musikwissenschaftler, Chorleiter und Komponist
- Ernst Fink (1942–2024), Finanzbeamter und Politiker, Abgeordneter zum Nationalrat
- Johann Anton Fleckh (1822–1876), Jurist, Politiker, Dialektforscher
- Michael Praßl (* 1955), Landwirt, Politiker und Abgeordneter zum Nationalrat, stammt aus Lödersdorf

### Mit der Gemeinde verbundene Persönlichkeiten
- Alois Gölles (* 1960), Destillateur und Essigerzeuger
- Christian Schölnast (1904–1997), Heimatforscher und Autor
- Josef Zotter (* 1961), Unternehmer